# キッチニスタ
株式会社キッチニスタは、食品包装用ラップフィルムの製造・販売を手が手がけている日本の企業。信越ポリマーの100％子会社。

## 概要
昭和電工マテリアルズは、日立化成時代の1973年にラップフィルム事業を開始し、1980年には食品包装用小巻ラップフィルムの販売を開始した。以降、「日立ラップ」「KitcheNista（キッチニスタ）」のブランドで食品包装用小巻ラップフィルムを製造・販売し、業務用に関しては国内トップシェアを維持してきた。
昭和電工マテリアルズは2023年に昭和電工と経営統合を実施する予定であり、事業の選択と集中の一環として、2021年5月12日、食品包装用ラップフィルム事業を同年8月2日に新設分割で設立する予定である株式会社キッチニスタへ移管した上で、キッチニスタ全株式を同日付で信越ポリマーへ譲渡する事を発表。キッチニスタは同年8月2日付で昭和電工マテリアルズから食品包装用ラップフィルム事業を新設分割により譲受すると同時に、信越ポリマーの完全子会社となった。
本社は茨城県筑西市に置かれる他、生産体制は維持される。
親会社である信越ポリマーは、キッチニスタを子会社化する事により、食品ラップ事業の強化を図るとしている。信越ポリマーが発売している「ポリマラップ」も継続して発売される。

## 沿革
- 2021年8月2日 - 設立。昭和電工マテリアルズの子会社から信越ポリマーの子会社となると同時に、昭和電工マテリアルズから食品包装用ラップフィルム事業を新設分割により譲受。

## 製品
昭和電工マテリアルズから食品包装用ラップフィルム「KitcheNista（キッチニスタ）」の移管を受けている。